# Manuel Rivera-Ortiz

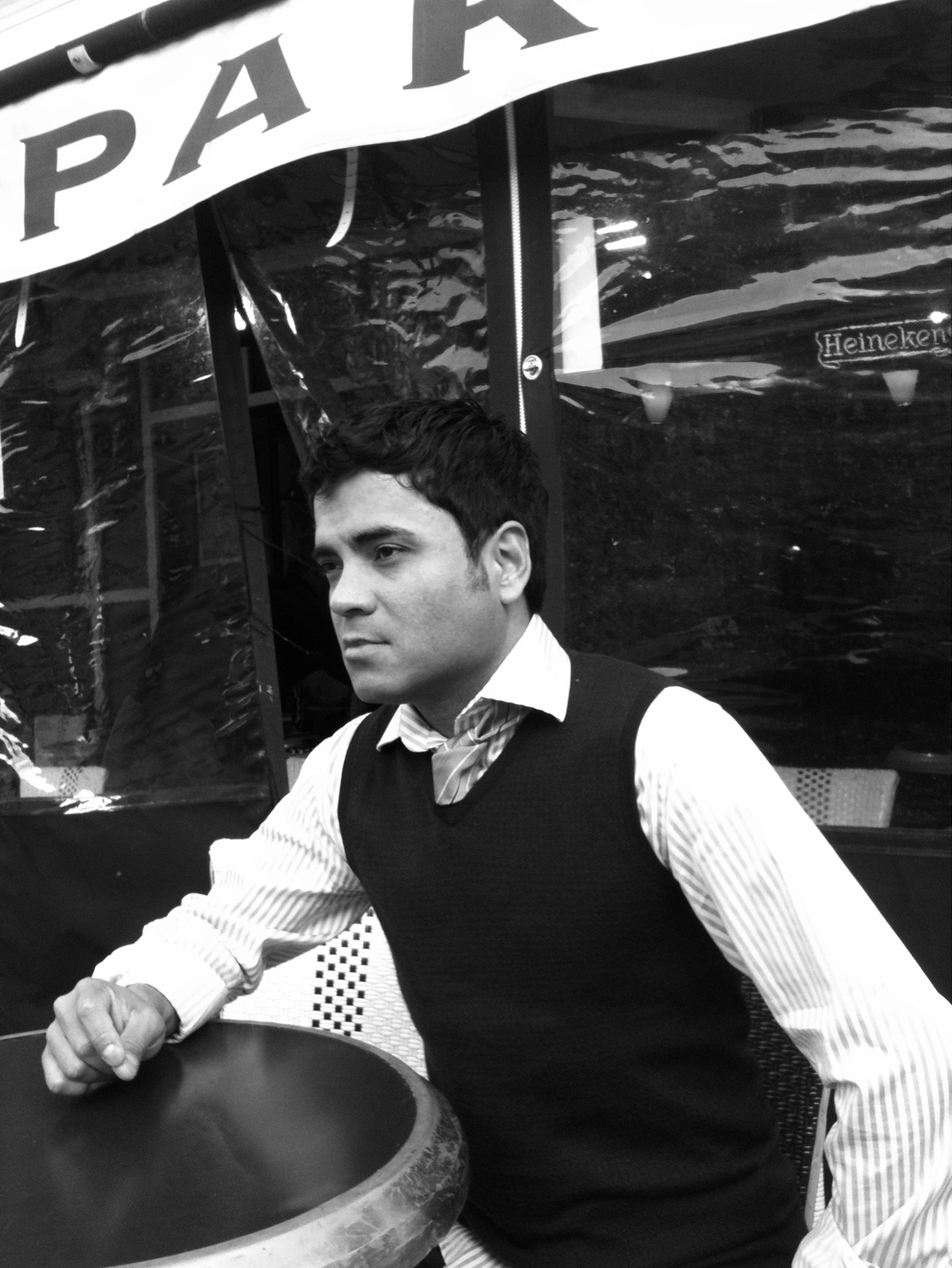
Manuel Rivera-Ortiz (2009)

Manuel Rivera-Ortiz (* 23. Dezember 1968 in Pozo Hondo, Guayama, Puerto Rico) ist ein puerto-ricanisch-US-amerikanischer Fotograf, der für seine dokumentarischen Fotografien der Lebensbedingungen von Menschen im globalen Süden bekannt ist.

## Leben
Rivera-Ortiz wurde in eine sehr arme Familie im Weiler Pozo Hondo außerhalb des Städtchens Guayama an der Südostküste von Puerto Rico geboren. Er wuchs zusammen mit seinen Eltern und drei Geschwistern, von denen er der Älteste ist auf. Die Familie lebte in einer einfachen Wellblechhütte mit Lehmboden und ohne fließendes Wasser. Später erweiterte sich der Familienkreis um zwei Stiefschwestern und vier Halbgeschwister. Sein Vater arbeitete auf den Zuckerrohrfeldern von Central Machete und Central Aguirre und außerhalb der Zuckerrohr-Erntezeit als Wanderarbeiter auf Farmen in den USA in Neuengland und den Mittelatlantikstaaten. Als Rivera-Ortiz elf Jahre alt war, trennten sich seine Eltern und der Vater zog mit den Kindern aufs US-amerikanische Festland nach Holyoke, Massachusetts. Seit der Trennung seiner Eltern, hat Rivera-Ortiz seine Mutter nicht mehr gesehen. Bei seinem Umzug in die Vereinigten Staaten sprach Rivera-Ortiz kein Wort Englisch, schloss aber 1995 „cum laude“ mit dem Lizenziat in Englisch am Nazareth College ab und erhielt 1998 einen Master's Degree der Columbia University Graduate School of Journalism. Anschließend arbeitete er als Journalist für Zeitungen und Zeitschriften (unter anderem Elle und für die Rochester Tageszeitung Democrat and Chronicle). Schon bald wandte er sich dem Fotojournalismus und der Dokumentarfotografie zu. Seit 2000 arbeitet er als freischaffender Fotograf mit einem Augenmerk auf sozialkritische Themen. Rivera-Ortiz lebt wechselweise in Rochester, New York City und Zürich.

## Werk

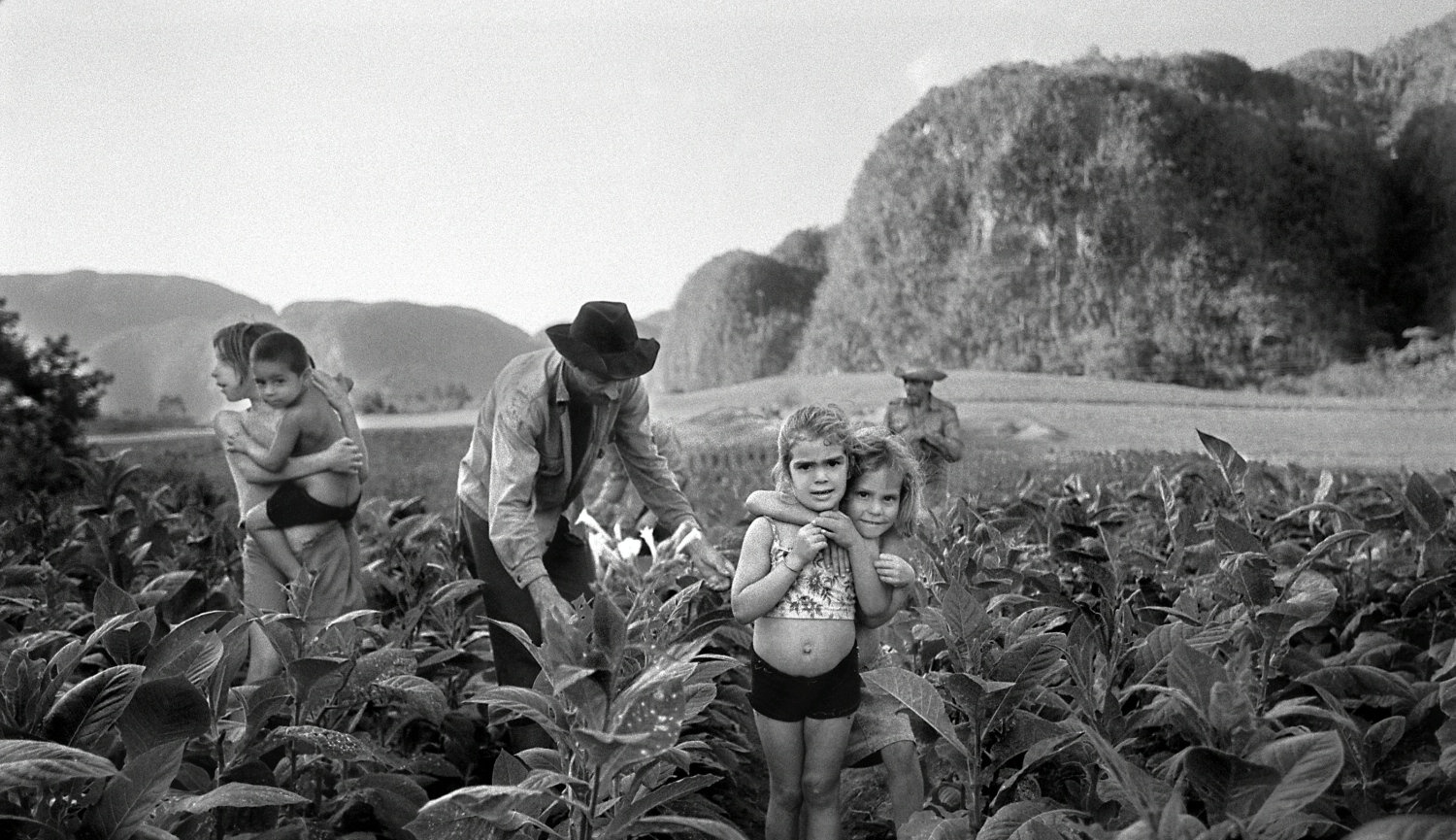
Tabak-Ernte, Valle de Viñales, Kuba 2002

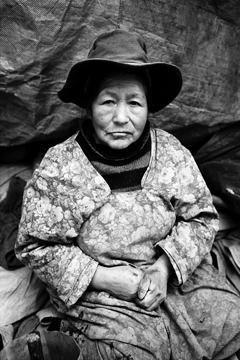
Widow Of The Mines, Potosí, Bolivia 2004

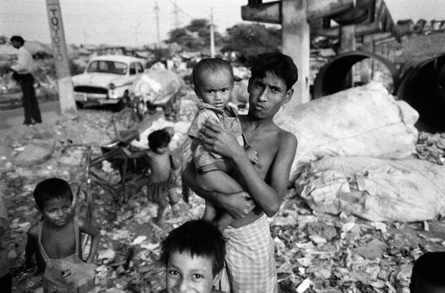
City Dump, Yamuna River Slum, Delhi, India 2005

Rivera-Ortiz gehört zu den sozial engagierten Fotografen in der Tradition der sozialdokumentarischen Fotografie. Er ist bekannt für seine Dokumentationen der Lebensverhältnisse von Menschen in der Dritten Welt. Im Vordergrund stehen bei ihm menschliche Themen und das humanistische Anliegen, in einer klaren, direkten Bildsprache Reportagen über sozial benachteiligte Gruppen zu liefern. Er lehnt hierbei den „reißerischen“ Fotojournalismus ab und vermeidet eine prätentiöse Bildsprache. Rivera-Ortiz' Bilder können den Betrachter wegen ihrer Direktheit, Einfachheit, und weil sie die Dinge so zeigen, wie sie wirklich sind, anfänglich schockieren. Der Fotograf will die abgelichteten Menschen aber nicht in ihrer Würde verletzen. Er reiht sich in die lange Galerie sozialkritischer Fotografen wie Dorothea Lange, Walker Evans oder W. Eugene Smith ein und legt stets dezent seinen „fotografischen Finger“ in die Wunden der Gesellschaft. Rivera-Ortiz' Werke sind in zahlreichen Museumssammlungen vertreten, unter anderem dem George Eastman House International Museum of Photography and Film und dem Kunstmuseum Bern. 2004 erhielt er den „En Foco's New Works Photography Award“ und 2007 den „Artist of the Year Award des Arts and Cultural Council for Greater Rochester“.
Rivera-Ortiz dokumentierte den 10. Jahrestag der Terroranschläge vom 11. September 2001 in Shanksville für die französischen Organisationen Photographie.com und 24h.com.
2012 würdigte die Columbia University Graduate School of Journalism Rivera-Ortiz' Werk als eine der 50 besten Arbeiten (50 Great Stories) ehemaliger Absolventen in den letzten 100 Jahren.
Rivera-Ortiz setzt sich dafür ein, dass vermehrt nicht-weiße Fotografen die Lebensbedingungen in der Dritten Welt dokumentieren. Zu diesem Zweck hat er die The Manuel Rivera-Ortiz Foundation for Documentary Photography & Film gegründet.
In seinen Fotografien gelingt es Rivera-Ortiz, den scheinbaren Widerspruch zwischen dem dokumentarischen und dem künstlerischen Wert einer Fotografie aufzulösen, sodass seine Fotografien Seite an Seite mit der Kunstfotografie einen anerkannten Platz in Galerien und Museen erhalten haben.

## Einzelausstellungen
- 2008 Swiss Re, Zürich, Schweiz
- 2008 Nuyorican Poet's Cafe, New York, NY
- 2007 Memorial Art Gallery, Rochester, NY
- 2007 William Whipple Art Gallery, Southwest Minnesota State University, Marshall, MN
- 2007 Columbia University Joseph Pulitzer Graduate School of Journalism, New York, NY
- 2007 El Museo Francisco Oller y Diego Rivera, Buffalo, NY
- 2004 Link Gallery, City Hall, Rochester, NY
- 2004 Weitmann Gallery, Washington University, St. Louis, MO

## Gruppenausstellungen (Auswahl)
- 2019 Rencontres d'Arles, Arles, Frankreich[10][11]
- 2013 Istanbul Modern, Istanbul, Türkei
- 2013 Rencontres d'Arles, Arles, Frankreich
- 2013 Ikono Gallery, Brüssel, Belgien
- 2007 Fotomuseum Winterthur, Winterthur, Schweiz
- 2006 George Eastman House, Rochester, NY, USA
- 2005 Chelsea Art Museum, New York, NY, USA
- 2003 Credit Suisse, New York, NY

## Publikationen
- India – A Celebration of Life, Heidelberg, Germany: Kehrer, 2015, ISBN 978-3-86828-609-0.[12][13][14]

- Percepciones en Blanco & Negro – Colombia, Ediciones Adéer Lyinad 2009[15]
- Voices in first person, Simon & Schuster 2008, ISBN 1-4169-8445-3.[16]
- A Journey of Self-Discovery, Beitrag im Magazin Rangefinder PDF-Online
- Christa Glennie Seychew: An Interview with Photographer Manuel Rivera-Ortiz. In: Buffalo Rising. (online)